# أبو حميد (عزبة)
عزبة أبو حميد، عزبة تابعة للوحدة المحلية لقرية محلة دياي، التابعة لمركز دسوق، التابع لمحافظة كفر الشيخ في جمهورية مصر العربية.